# Nanjira Sambuli
Nanjira Sambuli (née en 1988) est une chercheuse, écrivaine, analyste politique et militante kényane. Elle est membre du conseil d'administration de Digital Impact Alliance, Development Gateway et The New Humanitarian (anciennement IRIN News). Elle est également membre de la commission du Lancet et du Financial Times sur la gouvernance de l'avenir de la santé 2030: Grandir dans un monde numérique.

## Éducation
Sambuli est titulaire d'un baccalauréat en sciences actuarielles de l' Université de Nairobi (2011).

## Carrière
Nanjira Sambuli a occupé les postes de responsable principal de la politique (Senior Policy Manger) et, auparavant, de responsable de la promotion de l'égalité numérique à la World Wide Web Foundation,. Elle est l'ancienne responsable de la recherche  chez iHub à Nairobi entre 2013 et 2016. Elle a participé à plusieurs conférences et événements sur l'égalité numérique et les politiques numériques, y compris re: publica 2019, rp: Accra 2018, Open Up 2016 et le Sommet africain sur les femmes et les filles dans la technologie. Elle est membre du Comité sur la coopération numérique au sein du Secrétariat général des Nations unies et a été adjointe au Comité pour l'autonomisation économique des femmes (2016-17) au sein du Secrétariat général des Nations unies.

## Réalisations
Nanjira a dirigé les travaux de la section "Droits des femmes en ligne" (Women's Rights Online) à la Web Foundation, et mis en place un réseau d'organisations de défense des droits des femmes et des droits numériques en Afrique, en Asie et en Amérique latine.
Nanjira a développé une méthode de vérification de la viabilité, de l’authenticité et de la validité de projets de financement communautaire. Elle a travaillé sur Umati, un projet de surveillance des discours haineux sur internet, actuellement en cours au Kenya, au Nigeria et au Soudan du Sud. 
Elle est rédactrice en chef d'Innovative Africa. Elle écrit aussi occasionnellement des chroniques pour le journal Daily Nation au Kenya et pour la presse internationale.
En 2018, elle a été invitée par António Guterres, le Secrétaire général des Nations unies, à rejoindre le Comité sur la coopération numérique.

## Prix et reconnaissances
- 2016 - nommée dans la liste des 100 Africains les plus influents du New African Magazine.
- 2019 - nommée dans la liste des BBC 100 Women[7],[8].